# Округ Глин (Џорџија)
Глин (енгл. Glynn County) је округ у америчкој савезној држави Џорџија.

## Демографија
По попису из 2010. године број становника је 79.626, што је 12.058 (17,8%) становника више него 2000. године.
| Група             | 2000.          | 2010.          |
| Белци             | 46.566 (68,9%) | 51.602 (64,8%) |
| Афроамериканци    | 17.874 (26,5%) | 20.726 (26,0%) |
| Азијати           | 408 (0,6%)     | 921 (1,2%)     |
| Хиспаноамериканци | 2.019 (3,0%)   | 5.126 (6,4%)   |
| Укупно            | 67.568         | 79.626         |